# Dorothea Beale
Pour les articles homonymes, voir Beale.
Dorothea Beale, née le 21 mars 1831 à Londres, et morte le 9 novembre 1906 à Cheltenham, était une pédagogue britannique. Elle est la principale du Cheltenham Ladies' College et la fondatrice du St Hilda's College d'Oxford.

## Jeunesse
Dorothea Beale est la quatrième enfant et la troisième fille de Miles Beale, un chirurgien qui s'intéressait à l'éducation et aux questions sociales. Sa mère, Dorothea Margaret Complin, d'origine huguenote,  était la cousine de Caroline Cornwallis (en) qui exercera une grande influence sur Dorothea. Après des études à Stratford, Dorothea suit des cours au Gresham College et au Crosby Hall Literary Institution. En 1847 elle envisage de poursuivre ses études à Paris, mais elle doit y renoncer lorsque la révolution de 1848 éclate. Elle étudie alors au Queen's College, école privée de Londres, où elle se lie avec Frances Buss et Adelaide Anne Procter.

## Carrière

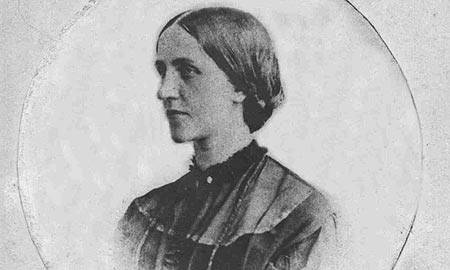
1858

En 1849, Dorothea Beale enseigne les mathématiques au Queen's College, et en 1854 elle est nommée directrice de l'école rattaché à l'institut. En 1856, elle publie anonymement une brochure,. Fin 1856, elle quitte le Queen's College s'opposant à sa direction, et en janvier 1857 elle est directrice de la Clergy Daughters' School, à Casterton, Cumbria. De nouveau, souhaitant des réformes éducatives, elle s'oppose à sa direction et elle démissionne en décembre.
Le 16 juin 1858, Dorothea Beale est nommée directrice du Cheltenham Ladies' College. Alors que la situation financière de l'institut est difficile lorsqu'elle arrive, elle parvient à rétablir la situation de l'établissement, qui accueille de plus en plus d'élèves. En 1864, son succès est reconnu et cela a une influence importante dans l'éducation des filles en Angleterre.
En 1885, Elle fonde le St Hilda's College à Oxford, pour former des enseignantes du secondaire.
En 1898, en collaboration avec Lucy Soulsby et Frances Dove, elle écrit Work and Play in Girls' Schools où elle définit ses opinions sur l'éducation des filles. Elle participe au mouvement pour le droit de vote des femmes au Royaume-Uni.

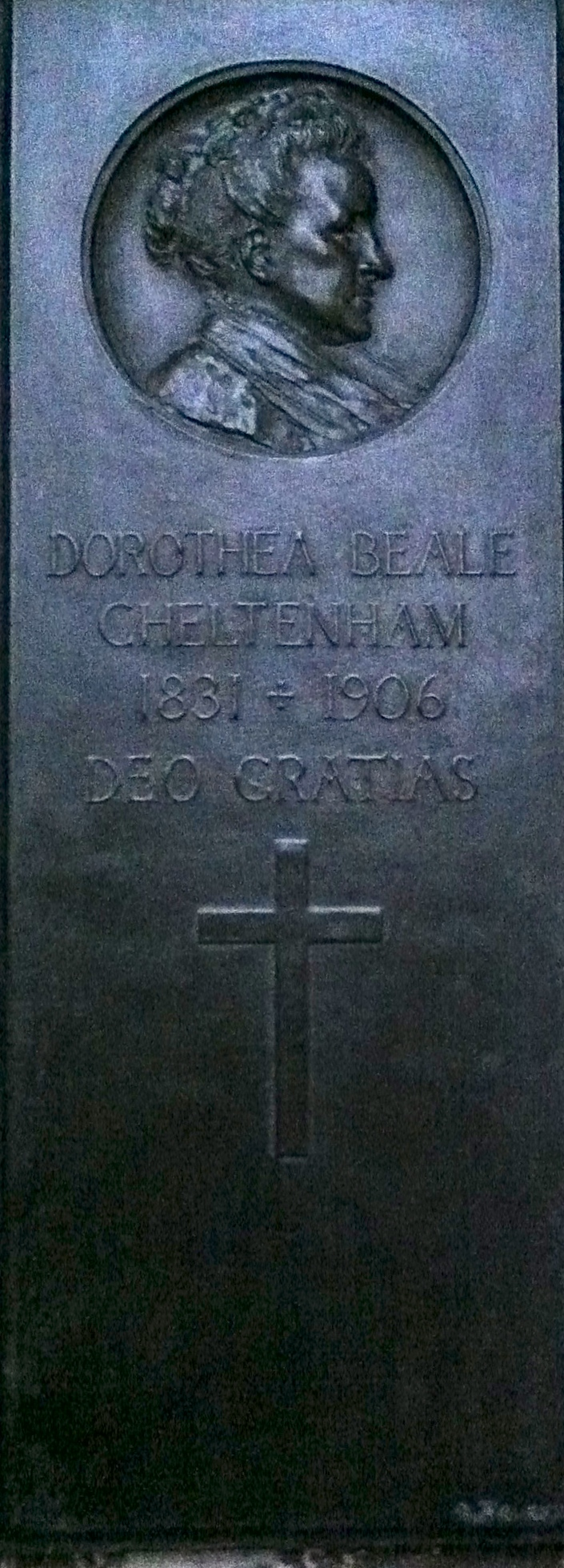
Memorial de Dorothea Beale dans la cathédrale de Gloucester

Dorothea Beale meurt des suites d'une opération pour soigner son cancer, le 9 novembre 1906.

## Distinctions
- 11 avril 1902 : l'université d'Édimbourg lui décerne un doctorat honoris causa LL.D., en reconnaissance de son travail éducatif. Elle devient la deuxième femme ainsi honorée, après l'entomologiste Eleanor Anne Ormerod.